# Prato all'Isarco
Prato all'Isarco (Blumau in tedesco) è un centro abitato d'Italia, suddiviso fra i comuni di Cornedo all'Isarco e di Fiè allo Sciliar.